# Fachunternehmererklärung
Als Fachunternehmererklärung wird ein Schriftstück bezeichnet, in dem ein Unternehmen nach Fertigstellung bestätigt, dass die ausgeführten Leistungen den notwendigen Vorschriften (Gesetze, Verordnungen, DIN-Normen, Richtlinien) entsprechen. Der Begriff wird häufig in der Bauwirtschaft verwendet.
Hiervon abzugrenzen ist die Fachunternehmerbescheinigung, die im Zuge der Angebotsphase und somit vor der Leistungsausführung gegenüber dem Auftraggeber ausgestellt wird. Damit soll das Unternehmen die Fachkunde und Leistungsfähigkeit nachweisen.
Nach § 16b VOB/A muss der Auftraggeber die Eignung der Bieter prüfen. Hierzu kann er im Vergabeverfahren von den Bietern einen Nachweis zu ihrer Eignung (erforderliche Fachkunde, Leistungsfähigkeit und Zuverlässigkeit; Verfügung über ausreichende technische und wirtschaftliche Mittel) verlangen (vgl. § 15 VOB/A).
Auch nach § 55 der Musterbauverordnung, welche sich in vielen Landesbauordnungen wiederfindet, ist der am Bau beteiligte Unternehmer verpflichtet auf Verlangen der Bauaufsichtsbehörde für Arbeiten, bei denen die Sicherheit der Anlage in außergewöhnlichem Maße von der besonderen Sachkenntnis und Erfahrung abhängt, seine Eignung nachzuweisen.